# روبرت إل. مور
روبرت إل. مور (بالإنجليزية: Robert L. Moore)‏ هو عالم نفس أمريكي، ولد في 13 أغسطس 1942، وتوفي في 18 يونيو 2016.